# Orthosia reducta
Orthosia reducta là một loài bướm đêm trong họ Noctuidae.